# Орден Таїті Нуі
Орден Таїті Нуі (Орден Великого Таїті; фр. Ordre de Tahiti Nui) — територіальна нагорода Французької Полінезії, заморської спільноти Франції. Заснований 5 червня 1996 року. Названий на честь  головного острова Французької Полінезії Таїті — Великого Таїті (Tahiti Nui).

## Історія
Після розширення Францією 12 квітня 1996 року прав автономії своєї заморської території Французької Полінезії (з правом мати власні прапор, герб, гімн і нагороди), Асамблея Французької Полінезії 5 червня 1996 року ухвалила рішення заснувати орден Таїті Нуі для нагородження жителів Полінезії та іноземців за заслуги перед Французькою Полінезією. Статут ордена був затверджений 24 червня 1996 року Радою міністрів Французької Полінезії.
Структурно орден утворений за зразком ордена Почесного легіону, тобто номінально є орденом-організацією, а не просто знаком відзнаки. Великим магістром ордену є Президент Французької Полінезії, що є по праву кавалером Великого хреста ордена. Канцлером ордена є генеральний секретар уряду. Він є хранителем орденської печатки і призначає чини канцелярії ордену. Рада ордену складається з трьох правових членів (Президент країни, Президент Асамблеї і голова Ради по економіці, громадськості та культурі) і чотирьох членів, що призначаються Великим магістром на 5 років з числа нагороджених орденом.
Лідер опозиції Оскар Темару, що неодноразово займав посаду Президента Французької Полінезії, відмовився приймати звання Великого магістра ордена Таїті Нуі, тим самим тимчасово «заморозив» орден — під час його п'яти правлінь нагородження не проводилися.

## Ступені ордена
Орден Таїті Нуі складається з чотирьох ступенів:
 Кавалер Великого хреста (фр. Grand-Croix) — знак на широкій стрічці через праве плече і зірка на лівій стороні грудей; вищий ступінь ордена (гідність);
 Командор (фр. Commandeur) — знак на стрічці, що носиться на шиї;
 Офіцер (фр. Officier) — знак на стрічці з розеткою, що носиться на лівій стороні грудей;
 Кавалер (фр. Chevalier) — знак на стрічці, що носиться на лівій стороні грудей.

## Умови нагородження
Нагородження орденом відбувається послідовно, від молодшого ступеня до старшого.
Удостоєні кавалерським ступенем ордена можуть бути особи, які є французькими громадянами, і мають не менше 15 років служби або діяльності, відмічених заслугами. Нагородження офіцерським ступенем можливо не раніше, як через 7 років після нагородження кавалерським ступенем, а командорським ступенем — не раніше, як через 5 років після нагородження офіцерським ступенем ордена. Нагородження Великим хрестом можливо не раніше, як через 3 роки після нагородження командорським ступенем ордена. Час стану в кожному ступені (традиційно для всіх французьких орденів) відраховується з моменту вручення знаків ордена відповідного ступеня, а не з моменту підписання указу про нагородження. При нагородженні старшим ступенем ордена заслуги, вже зазначені молодшим ступенем, не можуть бути враховані.
Іноземці також можуть бути нагороджені орденом Таїті Нуі, за заслуги перед Французькою Полінезією, але при цьому не стають членами ордену.
Число нагороджених, що можуть одночасно перебувати в ордені, не повинно перевищувати: 300 кавалерів, 100 офіцерів, 40 командорів і 10 кавалерів Великого хреста. Тимчасово, до досягнення зазначеної чисельності, було дозволено нагороджувати, минаючи молодші ступеня, у ступінь офіцера — кавалерів ордена Почесного легіону і офіцерів Національного ордена Заслуг, у ступінь командора — офіцерів ордена Почесного легіону, командорів Національного ордена Заслуг і кавалерів ордена Звільнення.
Великий магістр, правові члени Ради ордену і міністри направляють свої пропозиції щодо нагороджень канцлеру ордена двічі на рік: до 1 березня та 1 вересня. Великий магістр у виняткових випадках може направляти пропозиції і в інші дні. Канцлер, розглянувши пропозиції на відповідність законодавства, направляє їх у Раду ордену, де вони обговорюються на відповідність Статуту ордена, після чого затверджуються Великим магістром.
Нагородженим надсилається повідомлення з пропозицією отримати патент і знаки ордена. Ніхто не може вважатися членом ордена або підвищеним у сткпені, поки йому не будуть вручені знаки ордена відповідного ступеня. Знаки ордена нагородженим вручає Президент на урочистій церемонії. При необхідності він може делегувати цю функцію своєму представнику.
Нагороджені, які бажають отримати патент, повинні виплатити наступні суми: кавалер — 2000, офіцер — 3000, командор — 5000, кавалер Великого хреста — 10000 тихоокеанських франків. Іноземці позбавлені цих виплат.

## Знаки ордена

Герб Французької Полінезії

Знак ордена — мальтійський хрест червоної емалі з кульками на кінцях. У центральному медальйоні лицьової сторони знака — емальоване зображення герба Французької Полінезії. Між сторонами хреста зображення квітки гарденії таїтянської (Gardenia taitensis) — символу Таїті. Квітка складається із 6 пелюсток білої емалі поверх 4 листів із зеленої емалі. Хрест за допомогою скоби підвішений до вінка з таких же кольорів гарденії таїтянської, який через кільце кріпиться до орденської стрічці.
Зворотний бік знака гладкий, без емалі. У центрі рельєфний напис у три рядки: «ORDRE / DE / TAHITI NUI».
Розмір знака (без вінка) кавалерського і офіцерського ступеня — 45 мм, командорського ступеня і Великого хреста — 60 мм.
Знаки виготовляються з нікелю. Знаки вищих трьох ступенів позолочені, знак кавалерського ступеня — без позолоти.
Зірка ордена — восьмипроменева, позолочена. У центрі накладений знак ордена. Діаметр зірки — 88 мм, а накладеного знака — 60 мм.
Стрічка ордена — муарова, біла, з широкими червоними смугами по боках. Ширина стрічки нижчих трьох ступенів — 37 мм, Великого хреста — 100 мм. До стрічки офіцера кріпиться розетка з цієї ж стрічки, діаметром 30 мм.
Для повсякденного носіння на цивільному одязі передбачені розетки зі стрічки ордена, а для носіння на мундирах — орденські планки.